# Os Paddington
L'Os Paddington és un personatge fictici de la literatura infantil britànica. Va aparèixer per primera vegada el 13 d'octubre de 1958 al llibre infantil A Bear Called Paddington i ha aparegut en més de vint llibres escrits per l'autor britànic Michael Bond i il·lustrats per Peggy Fortnum i altres artistes.
Aquest simpàtic os del "Perú més fosc" —amb el seu vell barret, maleta gastada, trenca i amor per la melmelada— s'ha convertit en un personatge clàssic de la literatura infantil britànica. Paddington, un os antropomorfitzat, sempre és educat i es dirigeix a la gent com a "senyor", "senyora" i "senyoreta", poques vegades amb noms de pila. Té una capacitat infinita d’entrar en problemes innocentment, però se sap que “s’esforça molt per fer les coses bé”. Va ser descobert a l'estació de Paddington de Londres, per la família (humana) Brown, que el va adoptar, i per tant, el seu nom complet és "Paddington Brown" (el seu nom peruà original era "massa difícil de pronunciar").

## Adaptacions al cinema
- Paddington
- Paddington 2